# Isatis brachycarpa
Isatis brachycarpa är en korsblommig växtart som beskrevs av Carl Anton von Meyer. Isatis brachycarpa ingår i släktet vejdar, och familjen korsblommiga växter. Inga underarter finns listade i Catalogue of Life.